# Mitt hjärta vidgar sig överfullt
Mitt hjärta vidgar sig överfullt är en psalm som publicerades första gången i 1695 års psalmbok och därefter som den sista av tilläggen i Nya psalmer 1921 med titelraden Eja, mitt hjärta, hur innerlig och då bestod av 14 verser. Texten är skriven av Elle Andersdatter och fick enligt Koralbok för Nya psalmer, 1921 en svensk översättning 1673 som senare bearbetades av Axel Fredrik Runstedt inför publiceringen 1921. I en dansk psalmbok från 1645 kallas den ”En skön andelig visa om alla troende Guds barns glädje uti det eviga livet”. I danska Psalmebog for Kirke og Hjem, fanns 4 av 14 verser med inledningen Eja, min Sjæl ret inderlig sig fryder (melodi "Alt oprejst Maanen staar".) Psalmen har omtalats som ”nävervisan” eftersom den skall ha skrivits ner på näverbitar. Ursprungsversionen skrevs som ett akrostikon (versernas inledningsord bildade författarinnans namn). Enligt 1986 års psalmbok nämns ändå Elle med ett frågetecken och att översättningen gjorts av Olaus Forsselius några år tidigare än angivna (1668). Forsselius text bearbetades av Johan Olof Wallin till 1819 års psalmbok (nr 487) och fick inledningen I hoppet sig min frälsta själ förnöjer nedkortad till sju verser. Runstedts inblandning i textens bearbetning omnämns inte längre 1986, men att Olov Hartman gjorde en större omarbetning 1980 direkt efter Elles förmodade textversion och titelraden blev "Mitt hjärta vidgar sig överfullt". Psalmen har nu halverats i antal verser och har sju verser kvar.
Psalmen inleds 1695 med orden:
Eija! mitt hierta rätt innerlig sig frögdar
Medh lust och glädie så hiertelig i högden
Melodin är en tonsättning av förmodat svenskt ursprung från 1600-talet enligt utgåvan 1921, men 1986 omnämns den som en svensk variant av en tysk folkmelodi. En tidig tysk variant av melodin står att finna i 1662 års utgåva av Praxis Pietatis, då under titeln «Ach Gott erhór mein seufzen».

## Psalmen finns publicerad som
- Nr 411 i 1695 års psalmbok med inledningen Eja, mitt hjerta rätt innerlig under rubriken "Om thet ewiga Lifwet".
- Nr 75 i Sånger till Lammets lof 1877 med inledningen Eja, mitt hjerta rätt innerlig
- Nr 673 i Nya psalmer 1921, tillägget till 1819 års psalmbok under rubriken "De yttersta tingen: Uppståndelsen, domen och det eviga livet".
- Nr 665 i Sionstoner 1935 under rubriken "Pilgrims- och hemlandssånger".
- Nr 598 i 1937 års psalmbok med oförändrad inledning, under rubriken "Uppståndelsen, domen och det eviga livet". (Wallins kortade version I hoppet sig min frälsta själ förnöjer publicerad som egen psalm (nr 599 1937)
- Nr 639 i Svenska kyrkans egen del av Den svenska psalmboken 1986 under rubriken "Himlen".
- Nr 570 i Finlandssvenska psalmboken 1986 med inledningen "Eja, mitt hjärta, hur innerlig" under rubriken "Det kristna hoppet".
- Nr 78 i Luthersk psalmbok